# Bobrowiecki Potok (dopływ Chochołowskiego Potoku)
Bobrowiecki Potok – potok, lewy dopływ Chochołowskiego Potoku.
Potok płynie w polskich Tatrach Zachodnich. Wypływa pod Bobrowiecką Przełęczą i spływa w południowo-wschodnim kierunku Bobrowieckim Żlebem. Na całej swojej długości płynie przez las. W dolnej części opływa po północnej stronie Schronisko PTTK na Polanie Chochołowskiej, lasem po południowej stronie Polanę Chochołowską. Na wysokości ok. 1114 m uchodzi do Chochołowskiego Potoku.
W głównym korycie potoku woda wypływa z kwarcytowo-wapiennego rumowiska na wysokości około 1285 m. Prawostronny dopływ ma źródło położone wyżej – na wysokości około 1360 m w rumowisku kwarcytowym. Lewostronnych dopływów brak. Koryto Bobrowieckiego Potoku wyżłobione jest w skałach wapiennych i zawalone rumoszem skalnym. Powierzchnia zlewni wynosi 4,348 km², długość potoku 1,08 km, a średni spadek 16,2%.
Wzdłuż większej części biegu potoku prowadzi żółty szlak turystyczny od schroniska PTTK na Polanie Chochołowskiej na Grzesia. Czas przejścia: 1:35 h, ↓ 1:05 h